# Radeče
Radeče est une commune située dans la région de Basse-Styrie au nord-est de la Slovénie.

## Géographie

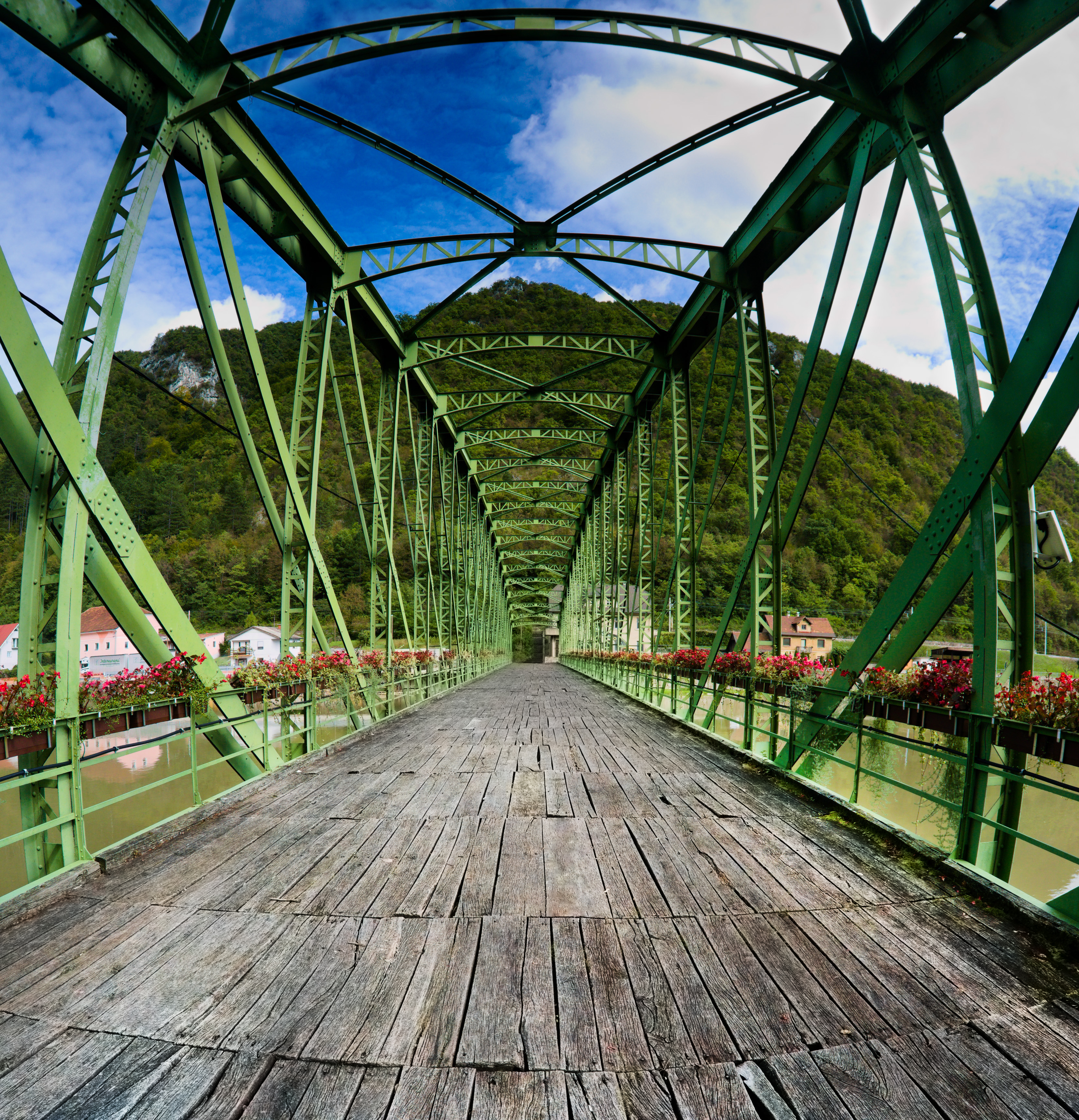
Un pont sur la Save à Radeče. Septembre 2020.

La commune est localisée dans la région vallonnée du Posavje dans la vallée de la rivière Save. Elle est située à la limite septentrionale des Alpes dinariques.

### Villages
Les localités qui composent la commune sont Brunška gora, Čimerno, Dobrava, Goreljce, Hotemež, Jagnjenica, Jelovo, Log pri Vrhovem, Loška gora, Močilno, Njivice, Počakovo, Prapretno, Radeče, Rudna vas, Stari Dvor, Svibno, Vrhovo, Zagrad, Zavrate en Žebnik.

## Démographie
Entre 1999 et 2021, la population de la commune a légèrement diminué avec moins de 4 500 habitants,.
Évolution démographique
| 1999  | 2000  | 2001  | 2002  | 2003  | 2004  | 2005  | 2006  | 2007  |
| ----- | ----- | ----- | ----- | ----- | ----- | ----- | ----- | ----- |
| 4 739 | 4 729 | 4 711 | 4 675 | 4 667 | 4 646 | 4 644 | 4 632 | 4 590 |
| 2008  | 2009  | 2010  | 2011  | 2012  | 2013  | 2014  | 2015  | 2016  |
| 4 593 | 4 522 | 4 476 | 4 445 | 4 450 | 4 396 | 4 332 | 4 282 | 4 279 |
| 2017  | 2018  | 2019  | 2020  | 2021  |       |       |       |       |
| 4 240 | 4 211 | 4 165 | 4 139 | 4 164 |       |       |       |       |